# SUPER-UX
SUPER-UX è un sistema operativo Unix-like prodotto dalla NEC Corporation e utilizzato dalla Cray Inc. nei supercomputer Cray SX-6 e nei sistemi NEC SX-6 che la NEC vende direttamente in Giappone.
È alla base del supercomputer Earth Simulator. Il sistema è un porting del Unix System V versione 4.2MP con aggiunte BSD e Linux oltre che di alcune caratteristiche proprietarie necessarie all'utilizzo dei supercomputer.